# 2024년 우스 지진
2024년 우스 지진은 2024년 1월 23일 오전 2시 9분(현지 시각) 중화인민공화국 신장 위구르 자치구의 우스현과 키르기스스탄 국경 지역에서 발생한 모멘트 규모 Mw7.0의 지진이다. 이 지진으로 최소 77명의 사상자가 발생했다.

## 지질학적 환경
이번 지진이 발생한 지역은 톈산산맥의 습곡 및 충상단층이 형성된 습곡대이다. 인도판과 유라시아판이 서로 충돌하면서 지질학적으로 큰 영향을 받고 있다. 특히 진앙지에는 수많은 동북동 주향의 역단층과 좌수향 주향이동단층, 산간 분지 등이 자리잡고 있다.
진앙지의 지진 활동은 활발한 편이지만 규모 M7.0 이상의 지진은 드물게 발생한다. 지난 100년간 진앙 250 km 이내에 발생했던 규모 M6.5 이상의 지진은 총 3차례이며 이 중 가장 큰 규모의 지진은 이번 지진의 진앙에서 북쪽으로 약 200 km 떨어진 곳에서 일어난 1978년의 규모 M7.1 지진이다. 1911년에는 2024년 지진의 진앙에서 서북쪽으로 약 250 km 떨어진 현대 카자흐스탄-키르기스스탄 국경 지역에서 규모 M8.0의 지진이 발생해 450명이 사망하고 진앙지에 큰 피해가 발생했다.

## 지진
이번 지진은 역단층과 주향이동성을 동시에 가진 사교단층의 단층 파열로 발생했다. 파열된 단층의 면적은 51 km × 28 km 영역이며, 동쪽을 주향으로 하는 우수향 작은 각도의 역단층성 사교단층에서 혹은 서쪽을 주향으로 하는 좌수향 큰 각도의 역단층성 사교단층에서 일어났다고 분석되었다. 중국지진태망중심은 이번 지진의 규모를 표면파 규모 Ms7.1이라고 발표했고, 미국 지질조사국은 모멘트 규모 Mw7.0이라고 분석했다. 발생 시각은 UTC 기준 18시 9분이며 진원 깊이는 13 km이다. 진앙은 산악지대로 평균 고도가 3,048 m이다.
본진 이후 최소 31차례의 여진이 관측되었다. 본진 5분 후인 18시 14분에 규모 Mw5.8의 여진이 발생했고, 28분 뒤에는 규모 Mw5.5의 여진이 발생했으며 18시 50분에는 Mw5.0의 여진이 발생했다. 이후에도 19시 36분에 규모 Mw5.5의 여진이, 23시 19분에는 규모 Mw5.6의 여진이 이어졌다.

### 진도
USGS의 PAGER 분석에 따르면 이번 지진의 최대 진도는 수정 메르칼리 진도 계급 기준 IX (Violent)이며, VI (Strong) 이상의 강한 진동을 겪은 사람들은 227,000명으로 추산되었다. 지진의 흔들림은 신장 지역의 타청시, 우루무치시, 호탄시, 카슈가르시와 그 너머 카자흐스탄과 키르기스스탄에서도 강하게 느껴져 알마티와 비슈케크에서는 주민들이 밖으로 뛰쳐나왔으며 우즈베키스탄과 인도 델리에서도 흔들림이 느껴졌다. 카자흐스탄에서는 MSK-64 진도 계급 기준 알마티에서 V, 심켄트에서 II를 관측했다. 키르기스스탄 이식쿨주 제티외위즈구에서는 MSK-64 진도 계급 기준 최대진도 VI를 관측했다.

## 피해

### 중국
중국 신장에서는 아허치현에서 3명이 사망했고 12,426명이 이재민이 되었다. 또한 6명이 부상을 입었고 주택 47채가 붕괴되었으며 78채가 일부 파손되었다. 이 중 부상자 2명이 중상을 입었다.
우스현에서는 지진으로 주택 여러 채가 붕괴되었으며, 우스현의 한 다리도 지진 피해를 입었다. 또한 이 지역을 지나는 2개 송전선이 피해를 입어 일시적으로 정전되었다가 금방 복구되었다. 키질수 키르기스 자치주에서 여러 명이 붕괴된 집에 깔려 총 2명이 부상을 입었으며, 잉아와티향에서도 1명이 부상을 입었다. 지방정부에 따르면 붕괴된 주택 대부분은 시골 지역에서 주거민들이 자체적으로 지은 주택이 대부분이라고 밝혔다. 새로 지은 국영주택의 경우 붕괴되지 않았다.

### 카자흐스탄
카자흐스탄의 알마티 국제공항에서 항공편 4편이 지연되었다. 에어 아스타나의 알마티행 항공편은 투르키스탄으로 회황했으며 나머지 항공편은 지연 후 정상 착륙했다. 알마티에서 지진으로 공황이 발생해 건물이나 자기 집에서 뛰어내려 77명이 부상을 입었으며 이 중 3명이 입원했다. 알마티주에서 건물 44채가 피해를 입었다.

### 키르기스스탄
키르기스스탄 전역에서 건물 100여채가 경미한 피해를 입었다. 비슈케크와 토루가르트 고개를 잇는 도로에서 산사태와 낙석이 보고되었다.

### 러시아
쿠르간에서 건물 2채가 피해를 입고 246명이 긴급 대피했다.

## 대응
이번 지진은 영하 10도 이하의 기온 속에서 발생했다. 일부 외곽 시골 지역은 영하 20도 아래로 내려가 구조에 큰 어려움을 겪었다. 중국 정부는 피해자 구조를 위해 구조대원 800명, 차량 152대, 수색견 32마리를 피해 지역으로 파견했다. 재난관리부는 구호를 위해 텐트 1,000동, 겨울 외투 5,000벌, 담요 5,000장, 솜 매트리스 5,000개, 접이식 침대 5,000개, 난방용 난로 1,000개를 우스현으로 보냈으며 인근의 티베트 자치구와 간쑤성에 추가 구조대원을 대기시켰다.
신장 지역의 기차 27개 편이 지진으로 순간 정지했다. 신장과 카자흐스탄 지역의 학교도 지진 당일 휴교했다.

## 같이 보기
- 2024년 지진
- 중국의 지진 목록
- 키르기스스탄의 지진 목록
- 카자흐스탄의 지진 목록